# Planetary Annihilation
Planetary Annihilation är ett realtidsstrategispel som utvecklats av Uber Entertainment. Spelet utvecklades bland annat av personer som låg bakom Total Annihilation och Supreme Commander. Planetary Annihilation utspelar sig i rymden och har ett planetbaserat kartsystem med olika typer av planeter och asteroider. Spelaren kan attackera och erövra andra planeter. De kan även förintas av asteroider vilket varit i utvecklarens fokus. 
En alpha-version av spelet släpptes den 14 juni 2013, följt av beta-versionen den 26 september 2013.
I augusti 2015, släpptes Planetary Annihilation Titans, en uppdaterad version av spelet som kom med spelförbättringar, samt 21 nya enheter, inklusive 5 stycken Titaner.
Den 17 augusti 2018 meddelade utgivaren att de skapat ett nytt företag vid namn Planetary Annihilation Inc, som skall fortsätta att utveckla spelet. 

## Finansiering med Kickstarter
Planetary Annihilations utvecklare Uber Entertainment, valde att använda Kickstarter för att få ihop ett ekonomiskt stöd till spelet. De visade upp spelet officiellt via Kickstarter den 15 augusti 2012, med ett mål som var satt till $900 000. 